# Berenguer de Palou
Berenguer de Palou (morto em 1241) foi um religioso católico, bispo de Barcelona no período de 1212 a 1241.

## História
Foi cônego da catedral de Santa Eulalia de Barcelona quando seu tio, também chamado de Berenguer de Palou, era o bispo da cidade. Berenguer chegou a ser um influente conselheiro do rei Jaime I de Aragão atuando também como seu chanceler.

Brasão do bispado de Barcelona.

No ano de 1212, pouco tempo após ser consagrado bispo, marchou com o rei Pedro II de Aragão na cruzada contra os muçulmanos, participando da vitoriosa  batalha de Navas de Tolosa na província de Jaén na Espanha. Foi o negociador do casamento de uma filha do rei de França, com Pedro II que não foi levado a termo porque o Papa recusou-se a anular o casamento do rei. Também não teve sucesso em evitar a cruzada contra os cátaros da região francesa de Languedoc.
Em 1219 participou com 50 de seus próprios cavaleiros e soldados de infantaria da Quinta Cruzada que teve a cidade de  Damieta no Egito como destino. Em 1225, esteve presente no ataque frustrado liderado pelo rei Jaime I em Peníscola na província de Valência.
Foi bastante notável a sua participação em 1228, na conquista de Mallorca, atuando ativamente na preparação do ataque, na conquista e divisão da ilha. Foi ferido e seu pé foi mutilado nos últimos dias da campanha contra os sarracenos de Mallorca. Em 1238 participou da conquista das taifas de Balensiya em Valencia e Denia.
Como bispo favoreceu a fundação da Ordem de Nossa Senhora das Mercês (1218) e o estabelecimento dos Dominicanos (1219) e franciscanos (1232), na cidade de Barcelona.
Foi eleito em 1233 arcebispo da Arquidiocese de Tarragona; o Papa Gregório IX, no entanto, revogou sua eleição.

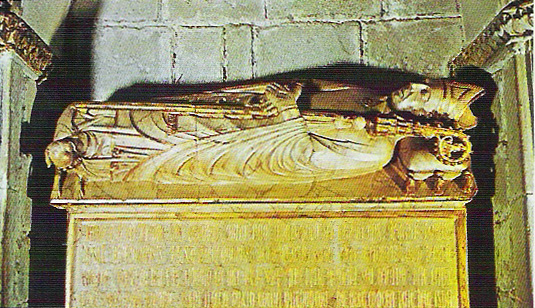
Tumba de Berenguer de Palou II na Catedral de Barcelona.

Em 1237, fundou o mosteiro de Saint Claire em Barcelona. Após a sua morte, foi enterrado na capela de São Miguel na Sé de Barcelona, que tinha havia construído por ele.